# Station Réding
Station Réding is een spoorwegstation in de Franse gemeente Réding.

## Treindienst
| Serie      | Treinsoort | Route                                            | Bijzonderheden |
| ---------- | ---------- | ------------------------------------------------ | -------------- |
| TER 830300 | TER (SNCF) | Metz-Ville – Réding – Saverne – Strasbourg-Ville |                |